# The Elephant Princess
The Elephant Princess (en Latinoamérica Alexandra, La Princesa del Rock y en España La Princesa Elefante) es una serie de televisión australiana transmitida por primera vez a través del canal Network Ten en el 2008. La serie fue producida por Jonathan M. Shiff Productions. Una segunda temporada fue estrenada en 2011, siendo esta la última de la serie.

## Trama
Alexandra Wilson es una chica suburbana que de pronto descubre que es la  princesa de un reino místico llamado "Manjipoor". Su exótico visitante Kuru y la elefanta mágica Anala la ayudan con sus nuevos poderes. Amanda, JB y Marcus son sus amigos. Su familia consiste en sus padres adoptivos Anita y Jim y su hermana menor Zoe. Vashan, su primo verdadero en Manjipoor no quiere que ella sea la confidente divina de Manjipoor e intenta dañarla por medios mágicos, junto con su confiable sirvienta Diva, Alex viaja a través de su elefante.

## Elenco
- Emily Robins como Alex Wilson.
- Miles Szanto como Kuru.
- Maddy Tyers como Amanda.
- Eka Darville como Taylor (temporada 2).
- Sebastian Gregory como JB Deekes (temporada 1).
- Richard Brancatisano como Caleb (temporada 2).
- Georgina Stevens como Zamira (temporada 2).
- Damien Bodie como Vashan.
- Emelia Burns como Diva.
- Brett Climo como Omar.
- Liam Hemsworth como Marcus (temporada 1).
- Alexandra Park as Veronica (temporada 2).
- Georgina Haig as Zamira (temporada 2).
- Eva Lazzaro como Zoe.
- Alyce Platt como Anita.
- Grant Piro como Jim.
- Siam como Anala.

## Episodios
| Temporada | Temporada | Episodios | Temporada               | Temporada            |
| Temporada | Temporada | Episodios | Comienzo (AU)           | Final (AU)           |
| --------- | --------- | --------- | ----------------------- | -------------------- |
|           | 1         | 26        | 13 de noviembre de 2008 | 24 de mayo de 2009   |
|           | 2         | 27        | 6 de febrero de 2011    | 6 de octubre de 2011 |

## Emisión internacional
- : "Alexandra, la princesa del Rock", Teletica
- : "Alexandra, la princesa del Rock", Ecuavisa
- : "Alexandra, a princesa do Rock", Nickelodeon Brasil (idioma portugués).
- : "Alexandra, la princesa del Rock" Canal 5 (Televisa), Nickelodeon y Televisa Regional
- : "Принцесса слонов", Carousel
- : "Son Altesse Alex", Gulli.
- : ZDF.
- : "Az elefánt hercegnő", Nickelodeon (Hungría).
- : "हाथी राजकुमारी", Disney Channel India .
- : "L'elefante Princess", RAI.
- : "Alexandra, la princesa del rock", Nickelodeon Latinoamérica (septiembre de 2009).[2]
- : "Księżniczka z Krainy Słoni", Nickelodeon Polonia
- : "A Princesa Elefante", SIC y "The Elephant Princess" Nickelodeon.
- : "The Elephant Princess", Nickelodeon UK.
- : Nickelodeon Africa/DStv (Transmitiendo solo a países no árabes)
- : "La Princesa Elefante" Megavisión.
- : "Maga Alexandra" Uno
- : "La Princesa Elefante", Disney Channel España, 2014
- "La princesa del rock", Señal Colombia, 2016